# NGC 1868
NGC 1868 (również ESO 85-SC56) – gromada otwarta, znajdująca się w gwiazdozbiorze Złotej Ryby, w Wielkim Obłoku Magellana. Odkrył ją John Herschel 30 listopada 1834 roku.